# 여왕의 교실 (2013년 드라마)
《여왕의 교실》은 2013년 6월 12일부터 2013년 8월 1일까지 방영된 MBC 수목 미니시리즈이다. 2005년 하반기에 MBC 무비스로 대한민국에도 방송된 2005년 일본 니혼TV 드라마 《여왕의 교실》(女王の教室)을 극화한 국내 제작 드라마로 기획한 것이다. 촬영지는 서울서정초등학교이다.

## 개요
스스로가 부조리한 사회의 권력이 되어 세상에는 없는 유일무이한 교육관을 펼치는 마여진 선생과 그에 맞서는 6학년 3반 아이들의 1년간의 고군분투기를 그린 작품.

## 등장인물

### 주요 인물
| 연기자 | 배역   | 일본판                               | 배역 설명 |
| ------ | ------ | ------------------------------------ | --- |
| 고현정 | 마여진 | 아쿠츠 마야 역 (아마미 유키)         | 6학년 3반 담임. 개학 첫 날, 첫 교시부터 자신의 시험으로 반 학생들의 우열을 나누고 1등에게는 수업 시간 외의 상담의 기회를, 꼴찌에게는 잔인할 정도의 폭언과 잡일을 부여해 막강한 권력을 펼쳐나간다. 예를 들어, 급식 시간에 카레가 쏟아지자 성적 순으로 카레를 나누게 했다. 웃는 일이 전혀 없으며, 아이들에게는 마녀로 불린다. 초등학교 교사 답게 반 아이들에게 꿈과 희망을 주기보다는 사회에서 살아남는 스파르타식 교육 철학을 말하면서 수업 또한 강도 높게 진행된다. 개학 전에는 반 아이들 모두의 일거수일투족을 조사해 아이들의 아픈 과거부터 심리 상태, 사생활, 사소한 부모의 뒷담까지 모두 파악해 알고 있으며, 아이들 전부가 무력으로 정권을 빼앗을 때도 꿈쩍도 하지 않고, 오히려 그것을 이용하여 주동자에게 사실로 협박하거나, 반전원에게 모두 공개해 망신을 준 뒤에 자신의 편으로 돌려놓는다. 그녀는 아이들이 여려진 모습을 보일 때마다 "찌질대지 마, 초딩 같은 어리광은 그만 부려"라는 말을 자주 한다. 진짜 막장교사에 사이코패스이다.교육은 엄격하지만, 교육학을 항상 공부하며 학생들을 잘 알고 있다. 정직 통지서를 가지고 마여진 교사 댁에 온 교사들이 교육학 서적과 학생들의 특성을 적은 쪽지가 붙은 서류철을 보고 놀랄 정도로, 실력 있는 교사가 되려는 노력을 한다. 사실 정직과 가르치는 노동을 반복하면서도 학생들을 엄격하게 가르친 것도 어른이 되었을 때에 사회에서 살아남도록 하려고 했었다. 결혼은 했지만 자신의 외아들 찬우는 교통사고로 사망한 건 비밀. |
| 김새론 | 김서현 | 신도 히카루 역 (후쿠다 마유코)       | 6학년 3반 종신 당번. 경시 대회에서 1등을 놓쳐 본 적 없는 우등생이었고 성격도 밝은 편이었지만, 아빠의 교통사고로 식물인간이 되면서 친구들과 거리를 두며 수업 시간 외에는 외국 원서를 읽으며 시간을 보낸다. 또 그 사건으로 엄마와 관계도 멀어지게 된다. 남의 일에는 간섭하지 않는 것이 그녀의 원칙이나 마 선생에게 하나가 부당한 대우를 받는다는 것을 알고 제일 먼저 하나의 편이 된다. 일련의 사건으로 하나를 비롯한 꼴찌 조에서 벗어나지만 오동구의 도움으로 다시 돌아오며, 하나의 절친이자 든든한 동료가 된다. |
| 김향기 | 심하나 | 칸다 카즈미 역 (시다 미라이)         | 6학년 3반 대표 위원. 이 작품의 주인공. 외향적인 성격으로 친구 관계가 원만하다. 소아당뇨를 앓고 있는 언니 심하윤 위주로 돌아가는 집안에서 컸지만, 밝고 긍정적으로 살아가는 아이. 6학년 마지막을 친구들과 좋은 추억을 만들고 싶었지만 개학 첫 날 시험 시간부터 마 선생에게 찍혀 학급의 잡일을 하는 꼴찌 반장을 맡고, 친구들에게 배신을 받는 등 힘겨운 학교생활을 한다. 마여진의 타협과 권유에 넘어가지 않는 유일한 인물이며, 그 덕분에 여러 번 곤경에 놓인다. 하지만 어떤 일이 있어서도 친구는 배신하지 않고, 진실은 이어진다는 긍정적 태도로 개성이 다양한 6학년 3반을 아이들을 "친구들"로 묶어 놓는 사실상의 지도자이다. 다소 오지랖 넘쳐 보이는 성격 같아 보여 5학년 때 왕따 받을 뻔한 명단에도 올랐다 알려졌으나, 극에서 오지랖이 아닌 친구들에게 진정한 관심임이 증명된다. |
| 천보근 | 오동구 | 마나베 유스케 역 (마츠카와 나루키)   | 6학년 3반 종신 당번. 여섯 살 때 가출한 엄마에게 버려져 난치병을 겪는 외할아버지와 사는 불우 아동이다. 평소 외로움을 많이 타지만 옛날 희극인 흉내를 내며 아이들에게 환심을 사거나, 고아원에 맡기기 전에 엄마가 마지막에 선물한 미스 로사양 인형을 친구로 삼으며 외로움을 달랜다. 어떤 놀림과 부끄러움을 받아도 웃으면서 넘겨버리지만, 심하나에게는 비교하거나 상대 될만한 것이 없는 심하나의 최고의 지원자이다. 할 말을 하는 성격이기에 필요하다면 강인해지고 불의는 참지 못하는 의리의 소년이다. 마여진은 동구가 불우 아동이라는 사실로 열등감을 가지지 않고 당당하게 살기를 바란다. |
| 서신애 | 은보미 | 바바 히사코 역 (나가이 안즈)         | 6학년 3반 6조 조장. 수줍음 많은 열등생으로 매번 왕따로 지내다가(은따) 하나와 큰 긴장이나 감동을 불러일으켜 친구가 되지만, 마 선생의 이간질로 간첩 노릇을 하게 된다. 뿐만 아니라 하나가 왕따를 입을 때는 고나리에게 이용되어 하나를 더욱 더 곤경에 빠뜨렸다. 그렇지만 자신이 고나리에게 이용됨을 느끼고, 무엇보다 하나가 자신에게 상대했던 태도들을 생각하며 후회하고, 용기를 내어 나리의 혐의를 마 선생에게 고백하고 그 이후로 하나와 관계를 회복하며 둘도 없는 친구가 된다. |
| 이영유 | 고나리 | 사토 에리카 역 (가지와라 히카리)     | 6학년 3반 1조 조장. 판사인 아빠와 재력가 집안의 딸인 엄마 사이에서 외동딸로 태어나 소중하게 컸다. 하나와는 유치원 때부터 단짝이었지만, 황수진을 골탕 먹이려고 지갑을 훔치게 되자 모든 혐의를 하나에게 뒤집어 씌웠고, 이후에 하나가 황수진과 관계를 회복하자 자신이 살려고 하나에게 수영장 몰카 사건을 자작하며 결국 하나를 왕따로 내모는데 확실한 역할을 한다. 하지만 모든 것을 지켜본 보미의 고백에 이어, 모든 아이들이 지켜보는 데서 (본인은 모름) 자신의 혐의를 하나에게 쏟아내면서 진실을 안 반 친구들에게 미움을 받게 된다. 그 사건의 두려움으로 학교에서 마 선생에게 커터 칼을 휘두르지만 결국 병원 신세를 지고 유학으로 도피하려 하지만, 반 친구들의 용서로 다시 학교로 돌아오고 하나에게 진심으로 사과를 한다. |
| 찬희   | 김도진 | 미야우치 에이지 역 (모리타 나오유키) | 6학년 3반 전학생. 하나의 첫사랑으로 캐나다로 유학 후, 현지에서 폭력 사건에 휘말려 우리 나라로 돌아오게 된다. 이전 부모들에게 여러 번 파양된 뒤 애정 결핍 증세를 보이며, 남의 일보다 자기의 일을 먼저 생각하고 더 중요하게 여기는 성격이라 마음에 들지 않으면 힘없는 아이들에게 폭력을 휘두르며 괴롭힌다. 아직도 하나에게 마음이 있었는지 하나와 친하게 지내는 동구에게 도발을 하다가 동구에게 맞았으며, 그로 인해 동구가 큰 위기에 놓이게 된다. 마 선생에게 인보를 괴롭히는 것이 발각되고 지하철 역에서 자살 시도를 하지만, 마 선생에게 구출되고 자기 잘못의 용서를 찾는다. 폭력 사건이 잘 마무리되고 오동구와 절친이 된다. |

### 산들초등학교 교무실
| 연기자  | 배역   | 일본판                               | 배역 설명 |
| ------- | ------ | ------------------------------------ | --- |
| 윤여정  | 용현자 | 곤도 교장 역 (이즈마야 시게루)       | 산들초등학교 교장. 마여진을 직접 영입한 장본인이지만 혹독한 교육 방식의 마 선생으로 하루하루 가슴을 쓸어 내린다.                        |
| 이기영  | 송영만 | 우에노 교감 역 (한카이 카즈아키)     | 산들초등학교 교감. 산들초등학교의 실세이며, 퇴임이 얼마 남지 않아 학교 행정에 관심이 없는 용 교장을 대신해서 업무를 처리하는 일이 많다. |
| 정석용  | 구자송 | 나미키 헤이자부로 역 (나이토 타카시) | 6학년 1반 담임 겸 학년 부장. 교감과는 임용 동기이나 교장직은 포기하고 적당히 현실에 안주하고 있다.                                      |
| 진경    | 정화신 | 등장하지 않음                        | 6학년 4반 담임. 평범한 아이는 거들떠도 보지 않고, 재력가 집안의 반 아이만 대놓고 챙겨주는 편애가 심한 교사.                             |
| 최윤영  | 양민희 | 덴도 시오리 역 (하라 사치에)         | 6학년 2반 담임. 아이들에게 한결같이 친절하고 상냥하며, 아이들이 담임으로 삼고 싶어 하는 선생님 1위.                                     |
| 리키 김 | 저스틴 | 등장하지 않음                        | 원어민 교사. 한국말이 능숙한 원어민 교사이며, 태권도 공인 유단자로, 이미지와 다르게 아줌마 선생들과 수다를 떠는 것을 좋아한다.          |

### 학부모회
| 연기자 | 배역    | 일본판                         | 배역 설명 |
| ------ | ------- | ------------------------------ | --- |
| 변정수 | 나리 모 | 사토 요시에 역 (구로다 후쿠미) | 이름은 윤라희. 친정은 재력가 집안이고 남편은 판사다. 외동딸 나리의 단계별 계획이 확고한 헬리콥터 맘이다. 마여진의 약점을 알고 있다. |
| 이아현 | 하나 모 | 칸다 아키코 역 (하다 미치코)   | 이름은 임은영. 중산층 가정의 평범한 주부지만, 나름대로 현실적인 교육 철학을 갖고 소아 당뇨가 있는 큰딸 심하윤을 예중에 보냈다. 하나도 언니에게 뒤떨어지지 않으려고 국제 중 대비 반 학원에 보내는 등 아이들 학업 문제에 관심이 많은 이 시대 엄마의 자화상이다. |
| 김영필 | 하나 부 | 칸다 타케시 역 (오미 토시노리) | 이름은 심한철. 회사 정리 해고 명단에 오를 뻔했지만 겨우 살아남은 이 시대의 평범한 급여 생활자. 회사에서 이리저리 치이다 집에 돌아오면 아이들 뒷바라지만 하다 자기 관리에는 소홀해진 늙은 아내를 보며 실망을 느끼고, 오직 예쁜 두 딸에게만 애정을 쏟는다.      |

### 그 외 가족들
| 연기자 | 배역    | 일본판                            | 배역 설명 |
| ------ | ------- | --------------------------------- | --- |
| 윤지원 | 심하윤  | 칸다 유우 역 (카호)               | 하나의 언니. 엄마의 권유로 피아노를 배우다 전공을 살려 예술중학교에 입학했으며 어릴 적부터 소아당뇨를 앓고 있다. 매일 싸우기만 하는 부모들 보다 그나마 가족에서 하나를 가장 잘 이해하고 사려 깊은 성격의 착한 언니다.                                                          |
| 남명렬 | 오여사  | 마나베 고지 역 (사사이 에이스케)  | 동구의 외할아버지. 본명은 오만세지만 오 여사로 불리길 원한다. 독특한 취향의 노 신사로 섞음 술집을 운영한다. 집 나간 딸을 대신해서 동구를 돌봐주고 있지만, 어느 날 갑자기 심혈관 질환으로 쓰러져 응급실에 가서 시한부 진단을 받고 하나 남은 동구를 더 불쌍해 하고 안타까워한다. |
| 송경화 | 도진 모 | 미야우치 노리코 (니시다 나오미)   | 마지막으로 도진을 입양한 부모로, 이전 양 부모들에게 버림받은 기억으로 애정 결핍 증세를 보이는 도진을 항상 걱정한다. |
| 장가현 | 동구 모 | 마나베 마유미 역 (사카이 와카나)  | 애칭은 미스 로사양. 오여사의 딸이자 동구를 낳고 고아원에 맡겨버린 엄마. 유흥 주점에서 일하다 마여진의 설득으로 학교 참관 수업 때 동구를 보고 눈물을 쏟는다. 마여진의 마지막 설득으로 동구를 키우기로 하고 졸업식 전날 동구를 자신의 집으로 데려간다.                           |
| 홍부향 | 보미 모 | 바바 나나미 역 (마츠이 카에데)    | 동네 대형 잡화점을 운영하며 가족의 생계를 책임지는 가장. 평소에 보미에게 엄하게 대하지만 사실 보미를 제일 아끼고 사랑한다. |
| 이현경 | 서현 모 | 신도 레이코 역 (오코누키 카오루)  | 이름은 박정아. 대학 병원 외과 전문의. 일상이 병원 일이라 서현을 제대로 돌보지 못해 딸과 사이가 소원해 있다. |
| 이정은 | 선영 모 | 등장하지 않음                     | 6학년 3반 학부모, 공부 모임의 핵심 일원. 철두철미한 성격에 아이들의 교육과 관련된 일이라면 무슨 일이든 한다. |
| 조시내 | 인보 모 | 등장하지 않음                     | 6학년 3반 학부모, 공부 모임의 일원. 인보를 국제 중에 보내려 안간힘 쓰지만 잘 따라와 주지 않는 인보를 걱정한다. |
| 정현석 | 서현 부 | 등장하지 않음                     | 이름은 김동민. 서현의 경시 대회 시상식 날 교통사고로 2년 간 식물인간으로 병상에 있다가 마지막 서현의 동의로 생명 유지 장치를 제거한다. |
| 박성균 | 태성 부 | 니시카와 나츠키 (이시카와 야스오) | 태성의 아버지. 집안 모두가 서울대 출신이며 외아들인 태성에게 자신의 병원을 물려주려고 태성에게 혹독하게 공부하게 한다. |

### 서울시 교육위원회
| 연기자 | 배역   | 일본판                           | 배역 설명 |
| ------ | ------ | -------------------------------- | --- |
| 조덕현 | 최영호 | 사이고 유리코 역 (네기시 토시에) | 초등학교 교사 출신의 철두철미한 성격의 서울시 교육 위원회 의원. 6학년 3반의 문제 교사라는 제목의 민원을 접수 받고 비밀리에 조사에 나서고 수업 참관 때 목격한 마 선생의 교육 방식을 문제로 삼아 1년 정직 처분을 내린다. |
| 문경민 | 문상준 | 등장하지 않음                    | 교육 위원회 회의를 주재할 때마다 정치 성향이 다른 최 의원과 매번 의견 차이가 발생하며 항상 날선 대립을 한다. |

### 6학년 3반 학생들
- 추예진 : 한선영 역 - 나리 단짝 1. 공주 같은 나리의 시녀 같은 친구지만 공부에 대한 욕심이 많다.
- 정지인 : 선화정 역 - 나리 단짝 2. 마음이 여린 소녀로, 웬만해선 나리 뜻에 따른다.
- 제이니 : 황수진 역 - 춤 신동으로 텔레비전에도 출연한 적 있는 산들초등학교 공식 얼짱으로, 아이들 사이에서는 인기가 좋다. 고나리와 맞수 관계.
- 전박이진 : 윤지민 역 - 수진 단짝 1. 보이그룹의 열혈 연예인 모임 회원이다.
- 양혜경 : 김가율 역 - 수진 단짝 2. 온통 관심은 식이요법과 외모에 있다.
- 김정연 : 이다인 역 - 모범생 그룹에 딸려 있지만 활발하고 건강하다. 춤추는 걸 좋아한다.
- 지훈 : 김태성 역 - 준수한 외모의 남자 1등. 서울대와 인연이 깊은 집안에서 자란 탓에 공부에 부담을 많이 느낀다.
- 강지원 : 최빛나 역 - 알랑방귀 여자 2등. 교정 기에 도수 높은 안경을 껴서 못난이 소리를 듣는다.
- 이지오 : 차정수 역 - 잘생긴 외모로 학교에선 주로 만화책을 보거나 잔다. 중학생 연상 누나와 몰래 열애 하고 있다.
- 지성 : 강민재 역 - 작은 키지만 옷맵시에 관심이 많으며, 미술에 소질이 있다.
- 캐슬제이 : 한국 역 - 훤칠하고 잘 생겼다. 정수와 한패이며 한창 사춘기다.
- 현석준 : 이동진 역 - 모범생이며 책을 좋아하지만 외향적인 성격으로 까불이다.
- 신이준 : 피은수 역 - 빛나와 단짝 친구로, 귀염성 있고 조용하고 겉으로 드러내지 아니하고 마음속으로만 생각한다. 공부는 꽤나 잘하는 편이다.
- 임제노 : 정상택 역 - 태성과 친구. 쉬는 시간마다 세수하고 와서 공부하는 특별한 성격이다.
- 박우림 : 권혁필 역 - 운동하는 남자 품. 통통하지만 공부도 축구도 잘하며, 축구 선수를 잘 아는 척척 박사이다.
- 류의현 : 조연후 역 - 운동을 잘하는 3반의 축구 에이스. 서현에 이어 두 번째 임시 반장을 맡았다.
- 김상우 : 박경현 역 - 활달한 성격의 까불이. 공부도 잘 하는 편이다. 민재, 동진과 어울려 다닌다.
- 윤혜성 : 유석환 역 - 연후의 친구. 축구는 몸이 아니라 입으로 잘한다. 왕따 대상에게 태도가 바람직하고, 스스로 일으키거나 움직이는 사진이 취미.
- 강현욱 : 손인보 역 - 안경잡이. 성적은 상위권으로 컴퓨터를 잘 다룬다.

### 특별 출연
- 오정태 : 사회자 역 - 5화 나리의 생일 잔치 일화에서 사회자를 맡았다.
- 이창 : 류교수 역 - 서현의 엄마가 근무하고 있는 병원 선배 의사이다.
- 이현걸 : 사채 조폭 역
- 전헌태
- 최윤준 : 민승기 역

## 제작팀

### 스텝
- 제작사 : MBC 드라마본부, IOK MEDIA
- 제작 : 김호준, 신인수
- 극본 : 김원석, 김은희
- 연출 : 이동윤
- 조연출 : 강인, 이동현, 이은호
- 기획 : 김진민 (MBC 드라마운영팀)
- 촬영 : 김만태, 김화영
- 조명감독 : 백강준
- 편집감독 : 임경래
- 무용감독 : 이상호
- 무술감독 : 배재일
- 미술감독 : 이수연
- 음악감독 : 지평권

### 자문
- 교육자문 : 김형태, 지영선, 이상은, 박정아, 노민정, 김혜성, 김성훈, 유승연, 한현애
- 생물환경자문 : 국립생물자원관 (김기경)

## 6학년 3반의 조편성
마선생은 아이들이 축제 때 배척을 했다는 이유로 일종의 감시자 혹은 간첩을 두려 조편성을 실시한다.

하지만 조편성 후에 아이들의 갈등은 더 점점 깊어지며, 이 일로 지갑도난사건까지 일어나게 되고 이후 조는 해체된다.
| 조장       | 조원                   |
| ---------- | ---------------------- |
| 1조 고나리 | 윤지민, 황수진, 김가율 |
| 2조 최빛나 | 강민재, 한선영, 선화정 |
| 3조 김태성 | 유석환, 피은수, 이동진 |
| 4조 손인보 | 박경현, 이다인, 조연후 |
| 5조 정상택 | 권혁필, 한 국, 차정수  |
| 6조 은보미 | 심하나, 김서현, 오동구 |

## 엔딩 테마

### 일본판
일본의 그룹 EXILE의 〈EXIT〉 노래가 엔딩 테마에 사용된다.

### 한국판
한국의 그룹 샤이니의 〈초록비〉 노래가 결말 주제곡에 사용된다.

## 어록
극에서 담임인 아쿠츠 마야와 마여진은 아이들에게 자주하는 대사가 있다. 일본판 · 한국판 6학년 3반 아이들이 따라할 정도로 인기가 많았던 대사이다.
- 아쿠츠 마야 : 이제 적당히 눈을 뜨지 그래. (いいかげんめざめなさい。이이카겐메자메나사이), 상상할 수 있겠니? (イメージできる？ 이메지데키루?)
- 마여진 : 찌질대지마, 어리광 그만 부려.

다음은 여왕의 교실의 대표적인 대사들이다.
"옳은 게 어떤거지? 불과 500년 전만 해도 지구가 평평하고 태양이 지구를 돈다. 이게 옳다고 생각했어. 알겠니? 옳고 그른건 진리가 아니야. 옳고 그른건 누군가에 의해 정해지는 거야. 중요한 건 누가 정하느냐 하는거고."— 고현정(마여진 역), 여왕의 교실 2회에서

"약자를 괴롭히는 모든 폭력은 비겁함에서 시작된다. 나보다 약하니까 괴롭히겠다는 비겁함. 어쩔 수 없이 맞서야할 때는 그 비겁함을 공격해야 되는데, 약자들은 목숨을 거는 것 밖에는 방법이 없지."— 고현정(마여진 역), 여왕의 교실 2회에서

"아무도 몰라주는 진실. 멍청하기는. 사람들이 몰라주는 진실따위 아무 의미 없어. 친구니 우정이니, 그럴듯한 말들이긴 하지만 결국 니 선택은 틀렸어."— 고현정(마연진 역), 여왕의 교실 5회에서

"내가 분명히 얘기하지 않았었나, 차별은 당연하다고. 돈과 권력을 지닌 사람들이 더 나은 대접을 받고, 그 영향력으로 자기 자식을 보호하려고 하는 것 역시, 지금 너희들이 지금 살고 있는 세상의 규칙이야.

1% 부모에게서 태어난 아이들은 너희들과는 달라. 태어나는 병원부터, 죽을 때 장례식장까지."— 고현정(마여진 역), 여왕의 교실 7회에서

"이제 어리광 그만 부려. 태어나는 모든 생명은 살아야 할 권리가 있는 거야. 스스로를 포기할 권리는 누구에게도 없어. 너도 너 스스로를 버려서는 안돼. 너는 태어나는 순간부터 소중한 존재니까.

불안해하지마, 두려워하지마, 네가 널 버리지 않는다면 아무도 널 버릴 수 없어. 스스로를 소중히 여기며 살아. 그리고, 그 마음으로 네 주변의 친구들을 함부로 대하지 말고 소중하게 아끼며 사는 거야. 넌 혼자가 아니니까."— 고현정(마여진 역) 여왕의 교실 12회

## 한국판 및 일본판 에피소드 비교
- KBS 드라마본부의 곽기원 기획 팀장의 인터뷰에서, "'여왕의 교실'이 교육부의 학교폭력 예방 사업 프로젝트의 일환으로, KBS가 야심차게 기획한 시즌제 교육 드라마 '학교 2013'과는 달리, 해외 원작 그대로 극화한 국내 제작 드라마인 점에 착안하여, 시청자 정서에 미칠 파급력을 고려해서 기획했기 때문에, 연기력이 검증된 아역 배우들을 드라마 주연급에 전격 기용하여, 극 중에서 일본정서와 한국정서가 맞지 않는 부분이 적지 않다"라고 덧붙였다.
- 학생을 비롯한 등장인물들이 모두 4G LTE 방식의 스마트폰을 들고 다님.
  - 2G CDMA 방식의 휴대폰을 사용한 일본 원작과는 대조적이다.
- 국제 중학교 입시 이야기가 언급됨.
- 하나의 남자친구
  - 일본판에서는 없었던 하나 (칸다 카즈미)의 남자친구 김도진이 등장하며 첫사랑의 시련을 겪게되는 모습을 그린다. 김도진은 원래 2반 배정이었으나 2학기 첫날 산들초로 복귀했을때는 교감의 지시로 3반에 배정되었다.
- 동구의 개인사
  - 방과 후마다 중학교 선배에게 괴롭힘을 받는 동구 (마나베 유스케)의 에피소드가 추가된다.
- 고나리의 생일잔치
  - 일본판에서는 없었던 에피소드, 학급의 모두를 초대했지만 수줍음이 많은 은보미 (서신애)와 아버지를 병간호중인 김서현 (김새론)은 참석하지 않는다.
- 창작무용 배경음악
  - 일본판 창작무용에서 사용된 곡은 Bezet의 Carmen - Toreador이었고, 한국판에서 사용된 곡은 비디오 게임 서커스 찰리에서도 사용된 Micham의 American Patrol이다.
- 학급회의
  - 일본판에서는 문제가 발생할 때마다 공립중학교 진학모임의 아이들끼리 비밀소집회의를 했으나, 한국판에서는 문제가 발생할 때마다 반 전원이 스스로 일으키거나 움직여 학급 회의를 열어 문제를 풀어나간다.
- 수영장 사건
  - 일본판 수영장 일화에서는 사토 에리카 (고나리) 외 4명의 아이들이 수영 연습을 하고 있던 카즈미를 못마땅하게 여겨 마야가 다른 일에 몰두 시키고 몰래 카즈미에게 다가가 잠수하게 해 호흡곤란 상태에 빠지게 하고 마침 그 광경을 본 마야 선생이 우연히 벗어나게 했다. 한국판은 고나리의 이간질로 하나를 탈의실 감옥에 감금하고, 이후 하나는 수영장 곳곳에 널브러진 자신의 옷을 줍다가 발을 헛딛어 물에 빠지게 되고 마침 그 광경을 본 마선생이 우연히 벗어나게 했다.
- 촌지 사건
  - 일본판에서는 다뤄지지 않은 일화로, 한국판 여왕의 교실 1회에서 고나리의 엄마가 마선생에게 정성을 드러내려고 주는 돈을 건넸다. 이와 대조적 비교를 위해 7회에서 동네 잡화점을 운영하는 은보미의 엄마가 상담하러 마선생을 찾아가 주스박스에 담긴 정성을 드러내려고 주는 돈을 건네는데 마선생은 이를 이전과 같이 묵과하지 않고 보미엄마가 건넨 과일음료를 아이들에게 나눠주며 모두가 보는 앞에서 정성을 드러내려고 주는 돈을 돌려주라고 말하며 망신을 준다.
- 김서현의 과거 일화 차이
  - 일본판에서는 신도 히카루 (김서현)의 엄마가 히카루의 단짝친구에게 히카루를 만나지 말라고 했다가 얼마 안 돼서 교통사고로 죽게 되어 엄마에게 마음의 문을 닫는 설정으로 일화가 전개되고, 한국판에서 김서현은 의사인 엄마가 업무의 이유로 서현의 경시대회 시상식의 참석하지 못하자, 남편에게 부탁하고 시상식 장소로 이동하다 교통사고로 뇌를 다쳐서 식물인간이 되어 2년째 병상에 누워있게 된다. 이 모든 것이 엄마 탓이라 믿고 엄마에게 마음의 문을 닫는 일화로 전개된다.
- 동구의 할아버지
  - 일본판과 달리 동구 (마나베 유스케)의 할아버지 오여사는 6개월의 시한부 판정을 받게 된다. 서현에게 그 사실을 들은 동구는 충격을 받지만 애써 참고 태연하게 오여사를 간호한다. 동구와 친구들이 중학생이 된 이후에도 살아있다.
- 6학년 3반 담임의 2년간의 공백 차이
  - 마야 선생은 자신의 반 아이를 살인 미수 하려던 혐의로 교사재교육기관에서 2년간 재교육을 받았고, 마선생도 일련의 사건은 같지만 공무원재교육기관가 아닌 법정 구속되어 무혐의로 훈방되었다.
- 보미의 집안사
  - 일본판에서 히사코의 엄마는 회상 장면에서 일하느라 바쁜 엄마로 잠깐 출연했고, 한국판에서는 빚더미로 동네 잡화점을 처분하고 도망가는 신세로 전락해버리고 찜질방에서 전전긍긍하는 일화로 진행된다.
- 마여진 교실의 전학생  김도진 (강찬희) 와 아쿠츠 마야의 옛 제자  미야우치 에이지 (모리타 나오유키) 
  - 김도진 캐릭터는 일본판 여왕의 교실 SP 1편과 2편에 등장했던 모범생인척하는 이중인격자 미야우치 에이지 (모리타 나오유키)와 애정결핍 증세를 보이는 이케우치 아이 (고토 카호, 토다 에리카)의 개성의 동기로 특성을 구축했다. 일본에서 방송된 특별한 일화에서 가져온 소재로는 미야우치 에이지 편에서 일어난 강당에서 일어난 폭력사건과 이케우치 아이 편에서 일어난 마야선생과 기차역에서 동반 자살 (한국판은 지하철역)하려는 것의 동기를 따와 김도진의 일화를 전개했다.
- 동구 엄마 (마나베 마유미)의 등장
  - 일본판에서 유스케의 엄마 마유미는 마야선생의 끈질긴 설득 끝에 졸업식에 잠깐 등장했고, 한국판에서는 마선생이 유흥주점에서 일하는 동구엄마를 찾아내, 항상 동구엄마의 출근 시간에 맞춰 나가 설득했다. 결국 오겠다는 다짐을 받고 다음날 동구엄마는 참관수업에 몰래 찾아와 13살이 된 동구의 모습을 보고는 눈물을 흘리며 사라진다.
- 사라진 마여진 (아쿠츠 마야)을 찾아 나서는 아이들
  - 일본판과 한국판 3반 담임 아쿠츠 마야 (아마미 유키)와 마여진 (고현정)은 각각 교사재교육센터 2년 재교육, 정직 1년의 징계를 받음과 동시에 학교에서 자취를 감췄고, 이에 일본판 3반 아이들은 극한 상황에 놓이면 마야 선생이 나타날 것이라 믿고 성인들과 가라오케에서 원조교제 애인대행 알바를 하다가 위험에 놓였고, 한국판 3반 아이들은 유흥가에서 마여진과 동구엄마가 재회한 것을 본 하나의 제안으로 유흥가를 전전하다가 잠시 쉬러간 나리일행이 위험에 놓이자 남자아이들이 이에 맞서다가 전원이 경찰에게 현장에서 송치된다.
- 담임복귀를 외치며 학교에 맞서는 일본판, 한국판 3반 아이들의 차이
  - 일본판 3반 아이들은 각자 목소리는 내지만 교감의 선행조치로 한발 물러서며 소극적인 자세를 보이는 반면, 한국판 3반 아이들은 마여진의 소식을 듣고 충격에 빠지며 담임을 몰아내려고만 하는 교감에 분노하여 팻말 시위까지 벌이면서 선생님들과 대치상황까지 몰고 가게 된다.
- 동구 엄마의 전개상황
  - 앞서 동구 엄마는 동구의 참관 수업 이후 마여진의 마지막 설득으로 동구를 직접 키우기로 결심한다. 이는 일본판에서 졸업식에 잠깐 등장한 유스케의 엄마와는 별도의 일화로 한국판에서만 전개되었다.
- 덴도 시오리 (양민희) 아버지
  - 일본판에서는 마야 선생의 전근무지 학교의 교장 덴도 전 교장이 등장한다. 마야 선생 참관 수업 에피소드에서 딸 (덴도 시오리)을 꾸지람하고 있다가 180도 달라진 마야 선생의 등장에 놀라며 덴도 교장의 등장은 드라마 종영 후 스페셜 에피소드의 복선이 된다. (한국판에서는 양선생의 아버지가 등장하지 않으며 대신 용현자(윤여정) 교장이 마선생 과거의 모든 열쇠를 쥐고 있었다. 차후 특별한 일화 계획은 없다.)

## 논란

### 성적순으로 학급운영 진행(아동학대 및 학생들의 권리와 인권침해)
- 성적순으로 자리와 사물함 배치

- 성적순으로 급식 배식
  - 극 중 심하나와 오동구가 실수로 카레를 쏟자 마선생은 남은 카레를 1등부터 4등까지 배식하라고 한다.[3]

### 마선생의 냉혹한 교육철학(인권침해 및 아동학대)
- 아이들이 약해지는 모습을 보일수록 더욱 궁지로 내모는 마선생
  - 고나리의 지갑도난사건 때 마선생은 진범을 알면서도 심하나를 더욱 궁지로 내모는 모습이 논란이 되었다.[4]

- 극 중 불우아동 오동구에게 독설
  - 마선생은 오동구가 불우하게 커왔다는 사실을 알면서도 반 아이들에게 오동구가 미혼모의 아들이었다는 충격적인 과거를 모두 말하고, 자신의 주관적 독설같이 더해져 논란이 일었다.[5]

### 현실보다 잔인한 왕따행각(학교폭력)
- 지갑도난사건으로 하나에게 등돌린 아이들의 잔인한 왕따행각
  - 극에서 하나는 누리소통망 단체 채팅방에서 욕설, 교과서 낙서, 창고에 감금, 사물함에 쓰레기 투척, 물폭탄 세례, 동급생에게 폭행, 싸움을 말리다 유리창으로 튕겨져 나가는 등의 왕따를 당했다.[6]
- 하나의 휴대폰으로 수영장에서 몰카를 찍고, 하나에게 누명을 씌워서 분노를 하고, 소녀들은 하나를 캐비닛에 가두고 교실로 갔다. 그러자 하나는 왜 그러냐고 나 좀 밖으로 나가게 해달라고 오열하고 겨우 캐비닛 문을 부숴서 밖으로 탈출하여 수영장 안에 있는 본인의 물건들을 주워 가져가려는데 그만 발을 헛디뎌 수영장에 빠지고 마선생이 구해준다. 그 다음회에 고나리가 수영장 몰카를 찍은거라고 당당하게 말한다. 그걸 들은 아이들은 당황한다.

### 아이들의 단체행동(위험한 행위)
- 적극적이고 주동이 되어 이끌었지만 철없고 위험한 6학년 아이들의 단체 행동
  - 아이들은 학급회의를 통해 하나의 왕따를 기획하는 일, 마선생을 어른들에게서 혼내줄 수 있는 방법, 마선생의 정체를 알아내려고 뒤를 밟고, 학교를 상대로 학급 전원이 팻말 시위를 벌였다.
- 하나가 질문편지를 만들어서 친구들한테 공개를 하자, 친구들은 하나의 질문편지를 무시했고, 찢어버렸다. 그리고 싸우기도 했다. 싸움을 말리려는 하나는 한 친구에게 밀쳐서 그만 중심을 잃어 교실 유리창쪽으로 넘어졌고, 다리 뒷쪽에 유리조각이 박혔다. 그걸 본 친구들은 당황했고 마선생이 하나를 안고 교무실로 가서 치료를 해 준다.

### 방송통신심의위원회측의 경고 처분 (폭언, 협박, 폭력, 흉기 소지, 방화, 학생이 라이터를 소지)
- 2013년 9월 12일, 방송통신심의위원회 전체 회의에서, 중학생들이 초등학생들을 장시간 구타하고, 초등학생이 교실에 휘발유를 뿌리고 라이터를 가져와서 불을 키면서 교실을 불태우겠다고 협박하고 담임교사에게 '죽어버려'라는 협박을 내뱉으며 커터칼을 휘두르는 장면을 방송하고, 간접광고 제품의 사진, 제품명, 특성, 홍보 문구 등이 담긴 포스터를 노출했다는 이유로 "극의 맥락을 고려하더라도 초등학생과 관련한 폭력 장면의 묘사가 지나치고, 모방 위험의 우려가 많기 때문에, 광고 포스터의 구체적 노출으로 제품을 언급하며 일부러 부각시켰다"며 방송심의 규정에 따라 제36조(폭력묘사)제1항, 제44조(수용수준)제2항, 제46조(광고효과의 제한)제2항을 적용하여 경고 조치를 의결했다.

## 사운드 트랙
2013년 6월 13일부터 써니, 샤이니, Inger Marie Gundersen, 려욱의 수록곡이 차례로 선공개되었고, 2013년 8월 20일에 극에 삽입된 배경음악이 포함된 정규음반이 출시되었다.
아래는 싱글음반과 정규음반에 포함된 곡들이며, 정렬기준은 출시 순이다.

### Part.1
| #  | 제목                                             | 작사           | 작곡   | 재생 시간 |
| -- | ------------------------------------------------ | -------------- | ------ | --------- |
| 1. | 〈두 번째 서랍 (The 2nd Drawer)〉 (써니)         | 김신지, SUNG E | 지평권 | 3:45      |
| 2. | 〈두 번째 서랍 (The 2nd Drawer) (Inst.)〉 (써니) |                | 지평권 | 3:45      |

### Part.2
| #  | 제목                        | 작사 | 작곡 | 재생 시간 |
| -- | --------------------------- | ---- | ---- | --------- |
| 1. | 〈초록비〉 (샤이니)         | 켄지 | 켄지 | 3:44      |
| 2. | 〈초록비 (Inst.)〉 (샤이니) |      | 켄지 | 3:44      |

### Part.3
| #  | 제목                                                | 작사 | 작곡   | 재생 시간 |
| -- | --------------------------------------------------- | ---- | ------ | --------- |
| 1. | 〈I Will Be Yours〉 (Inger Marie Gundersen)         | J    | 염승재 | 4:42      |
| 2. | 〈I Will Be Yours (Inst.)〉 (Inger Marie Gundersen) |      | 염승재 | 4:42      |

### Part.4
| #  | 제목                              | 작사           | 작곡   | 재생 시간 |
| -- | --------------------------------- | -------------- | ------ | --------- |
| 1. | 〈Maybe Tomorrow〉 (려욱)         | 김신지, SUNG E | 지평권 | 4:49      |
| 2. | 〈Maybe Tomorrow (Inst.)〉 (려욱) |                | 지평권 | 4:49      |

### 정규앨범
| #   | 제목                                                   | 작사           | 작곡   | 재생 시간 |
| --- | ------------------------------------------------------ | -------------- | ------ | --------- |
| 1.  | 〈초록비 (Green Rain)〉 (샤이니)                       | 켄지           | 켄지   | 3:44      |
| 2.  | 〈두 번째 서랍 (The 2nd Drawer)〉 (써니)               | 두 번째 서랍   | 지평권 | 3:45      |
| 3.  | 〈Maybe Tomorrow〉 (려욱)                              | 김신지, SUNG E | 지평권 | 4:49      |
| 4.  | 〈I Will Be Yours〉 (Inger Marie Gundersen)            | J              | 염승재 | 4:42      |
| 5.  | 〈Amore Mio (Vocal ver.)〉 (신델라)                    | 신델라         | 지평권 | 2:34      |
| 6.  | 〈Queen's SONATINA (Original ver.)〉 (Various Artists) |                | 지평권 | 3:43      |
| 7.  | 〈Queen's SONATINA (Slow ver.)〉 (Various Artists)     |                | 지평권 | 2:57      |
| 8.  | 〈두 번째 서랍 (Orchestra ver.)〉                      |                | 지평권 | 3:28      |
| 9.  | 〈Slow Emotion〉 (Various Artists)                     |                | KAIROS | 3:16      |
| 10. | 〈Euphoria〉 (Various Artists)                         |                | 지평권 | 4:52      |
| 11. | 〈Bloomy Sunday〉 (Various Artists)                    |                | 염승재 | 3:32      |
| 12. | 〈Queen's Eyes〉 (Various Artists)                     |                | 지평권 | 4:41      |
| 13. | 〈Classroom〉 (Various Artists)                        |                | 전종혁 | 2:11      |
| 14. | 〈Raindrop〉 (Various Artists)                         |                | 지평권 | 2:54      |
| 15. | 〈Stormy Passions〉 (Various Artists)                  |                | 지평권 | 2:39      |
| 16. | 〈Ineffabilis〉 (Various Artists)                      |                | 이윤희 | 2:21      |
| 17. | 〈Silhouette〉 (Various Artists)                       |                | 홍동표 | 3:08      |
| 18. | 〈The Classroom Fear〉 (Various Artists)               |                | 김연진 | 4:09      |
| 19. | 〈두 번째 서랍 (Medium ver.)〉                         |                | 지평권 | 2:54      |
| 20. | 〈Wit Theme〉 (Various Artists)                        |                | 지평권 | 4:57      |
| 21. | 〈Amore Mio〉 (Various Artists)                        |                | 지평권 | 3:53      |

## 시청률
아래의 파란색 숫자는 '최저 시청률'이고, 빨간색 숫자는 '최고 시청률'이다. 시청률조사회사와 지역별로 시청률에 차이가 있을 수 있다.
| 2013년      | 2013년      | 2013년         | 2013년       | 2013년         | 2013년       |
| 회차        | 방송일      | TNmS 시청률    | TNmS 시청률  | AGB 시청률     | AGB 시청률   |
| 회차        | 방송일      | 대한민국(전국) | 서울(수도권) | 대한민국(전국) | 서울(수도권) |
| ----------- | ----------- | -------------- | ------------ | -------------- | ------------ |
| 제1회       | 6월 12일    | 6.7%           | 7.5%         | 6.6%           | 7.6%         |
| 제2회       | 6월 13일    | 8.2%           | 9.2%         | 7.8%           | 9.2%         |
| 제3회       | 6월 19일    | 9.3%           | 10.9%        | 7.9%           | 9.2%         |
| 제4회       | 6월 20일    | 8.3%           | 10.3%        | 7.9%           | 9.2%         |
| 제5회       | 6월 26일    | 7.9%           | 10.2%        | 7.0%           | 8.2%         |
| 제6회       | 6월 27일    | 7.5%           | 9.1%         | 8.2%           | 9.6%         |
| 제7회       | 7월 3일     | 8.3%           | 9.9%         | 9.0%           | 10.1%        |
| 제8회       | 7월 4일     | 9.4%           | 11.2%        | 9.5%           | 10.9%        |
| 제9회       | 7월 10일    | 7.1%           | 8.7%         | 7.5%           | 8.4%         |
| 제10회      | 7월 11일    | 8.3%           | 10.1%        | 8.9%           | 10.7%        |
| 제11회      | 7월 17일    | 7.1%           | 8.7%         | 7.5%           | 8.9%         |
| 제12회      | 7월 18일    | 8.5%           | 10.1%        | 8.6%           | 9.3%         |
| 제13회      | 7월 24일    | 7.5%           | 9.7%         | 7.2%           | 7.9%         |
| 제14회      | 7월 25일    | 7.6%           | 9.3%         | 7.3%           | 8.0%         |
| 제15회      | 7월 31일    | 8.1%           | 9.7%         | 8.0%           | 8.9%         |
| 제16회      | 8월 1일     | 8.8%           | 10.2%        | 8.2%           | 9.2%         |
| 평균 시청률 | 평균 시청률 | 8.0%           | 9.7%         | 7.9%           | 9.1%         |

## 경쟁작
- 천명: 조선판 도망자 이야기 (KBS2, 2013년 4월 24일 ~ 2013년 6월 27일)
- 너의 목소리가 들려 (SBS, 2013년 6월 5일 ~ 2013년 8월 1일)
- 칼과 꽃 (KBS2, 2013년 7월 3일 ~ 2013년 9월 5일)

## 수상 경력
- 2013년 제2회 대전 드라마 페스티벌
  - 남자 아역상: 천보근
  - 여자 아역상: 김향기
- 2013년 MBC 연기대상
  - 아역상: 천보근, 김향기, 김새론, 서신애, 이영유